# HMS Transylvania
Il Transylvania era una nave passeggeri inglese entrata in servizio negli anni venti. Convertita in incrociatore ausiliario della Royal Navy allo scoppio della seconda guerra mondiale, fu affondata nel 1940.

## Costruzione
La nave aveva due eliche, e tre fumaioli. Di questi però, solo uno era necessario, e gli altri erano semplicemente un abbellimento perché si riteneva che attirassero più passeggeri rispetto alle sue compagne di linea con solo uno.

## Storia
La costruzione del Transylvania venne intrapresa presso il cantiere inglese di Glasgow. La nave fu varata l'11 marzo 1925, ed entrò in servizio nel 1926 come nave passeggeri della Anchor Line.
Nell'agosto 1939 il Transylvania fu requisito dalla Royal Navy per essere trasformato in mercantile armato. Il 5 ottobre successivo, con il nome di HMS Transylvania, tornò in servizio, e fu inquadrato nel 10° Cruiser Squadron. Il 21 ottobre seguente insieme all'incrociatore ausiliario Scotstoun intercettò il mercantile tedesco Poseidon nello Stretto di Danimarca. L'equipaggio tedesco cercò di autoaffondare la nave senza successo ma riuscendo a danneggiarla gravemente. La nave affondò infatti il 26 ottobre mentre le navi inglesi ne tentavano il traino in porto. Il 23 ottobre catturò nella stessa zona il mercantile Bianca.
Ancora il 21 novembre successivo intercettò il mercantile tedesco Tenerife a sud dell'Islanda, che venne però autoaffondato dal proprio equipaggio prima della cattura. Il 28 marzo 1940 stessa sorte subì il mercantile Mimi Horn, individuato nello Stretto di Danimarca.
Pochi mesi dopo, il 10 agosto 1940 il Transylvania venne colpito dietro il fumaiolo da un siluro di tipo G7e dell'U-Boot tedesco U-56 circa 40 miglia al largo di Capo Malin, nell'estremo nord dell'Irlanda. La nave danneggiata non venne finita perché l'U-Boot non aveva più siluri; il cacciatorpediniere HMS Ashanti (F51) prese la nave a rimorchio, ma questa affondò durante il traino. Dei 336 uomini di equipaggio, 3 ufficiali e 33 marinai perirono nell'affondamento.